# August Schröder (Philologe)
August Friedrich Karl Matthias Schröder (* 1800; † 9. Januar 1883) war ein deutscher Altphilologe, Gymnasiallehrer und Theologe.

## Leben
Schröder studierte an der Königlichen Universität zu Greifswald Klassische Philologie. 1818 wurde er im Corps Pomerania Greifswald aktiv. Er war 1820/21 Inspektor am Joachimsthalschen Gymnasium in Berlin. Im August 1821 wurde er Oberlehrer am Gymnasium in Strelitz. Darauf ging er an das Gymnasium zu Stralsund und Michaelis 1829 als Professor an die Ritterakademie (Brandenburg an der Havel). Hier lehrte er Latein, Griechisch und philosophische Propädeutik in der Prima, Englisch und Geschichte in den beiden obersten Klassen. Als der Übergabe der Confessio Augustana auf die Ritterakademie gedacht wurde, sprach er über den welthistorischen Zusammenhang des Augsburgischen Reichstags (1530). Dabei ging er ein auf die gesunkene Hierarchie, das in mittelalterlicher Herrlichkeit noch einmal glänzende Kaisertum und die Fürstengewalt und ihr Verhältnis zum Kaisertum. Besonders befasste er sich mit Georg von Brandenburg-Ansbach. 
Als der Superintendent Schultze am 13. Januar 1836 gestorben war, übernahm Schröder die interimistische Führung des Rektorats bis zu dem am 26. September 1836 erfolgten Antritt des Direktorats durch Blume und wurde zu Michaelis desselben Jahres als Oberdomprediger an das Pfarramt von St. Peter und Paul (Brandenburg an der Havel) berufen. Als Professor der Ritterakademie verblieb er in den bisherigen Beziehungen zum Lehrerkollegium und zu 10 wöchentlichen Lehrstunden verpflichtet. Als Ostern 1849 die Ritterakademie geschlossen werden musste, wurde er als Lehrer derselben auf Wartegeld gesetzt. Er fand ein volles Genügen an seinem geistlichen Amte und trat nicht wieder in das Lehrerkollegium ein, als die Ritterakademie am 21. Oktober 1856 wieder eröffnet wurde. Im selben Jahr wurde er zum Dr. theol. promoviert. Schwer erkrankt und vom Pfarramt emeritiert, trat er auch aus seinem Verhältnis zur Ritterakademie in den Ruhestand.

## Publikationen
- De rebus Milesiorum. Stralsund 1827.[3]
- Über den Einfluß der klassischen Studien auf die Bildung eines künftigen Staatsmannes. Brandenburg 1833.[4]
- Über die psychologische Bedeutung, welche das Gefühl beim Religionsunterricht in den Gelehrtenschulen haben muß. Brandenburg 1838.[4]